# El Kelaâ des Sraghna
El Kelaâ des Sraghna är en stad i Marocko och är administrativ huvudort för provinsen El Kelaâ des Sraghna som är en del av regionen Marrakech-Safi. Folkmängden uppgick till 95 224 invånare vid folkräkningen 2014.